# Agonoscena targionii
Agonoscena targionii är en insektsart som först beskrevs av Lichtenstein 1874.  Agonoscena targionii ingår i släktet Agonoscena och familjen rundbladloppor. Inga underarter finns listade i Catalogue of Life.